# Baskin-Robbins
Baskin-Robbins este o companie producătoare și de distribuire de înghețată, de natură globală, având numeroase unități de vindere a produselor sale. A fost fondată în 1945, de Burt Baskin și Irv Robbins și a început prin a manufactura capace, pentru produse din înghețată, în Glendale, California.
Compania este considerată, datorită nișei sa de specialitate aparte, a fi cea mai mare de acest tip din lume, cu peste 7.800 de locuri de vânzare a înghețatei, dintre care 2.800 de sucursale sunt disponibile în Statele Unite continentale. Baskin-Robbins distribuie înghețată în mai mult de 30 de țări din întreaga lume. Compania are sediul în Canton, statul federal  Massachusetts, împărțind-o cu „compania soră,” Dunkin' Donuts.
Compania este cunoscută pentru sloganul său „31 de arome,” pornind de la ideea că orice client, dacă ar dori, ar putea avea o aromă diferită în fiecare zi a oricărei luni. Logo-ul include un 31 stilizat, format între literele B și R. Sloganul a provenit de la agenția de publicitate Carson-Roberts (care ulterior a fuzionat cu Ogilvy & Mather) în 1953. De fapt, compania a introdus peste 1.400 de arome din 1945 până în prezent, inclusiv adăugarea de varii arome vegane și de produse non-lactate în 2019.